# Ganoderma trulla
Ganoderma trulla är en svampart som beskrevs av Steyaert 1972. Ganoderma trulla ingår i släktet Ganoderma och familjen Ganodermataceae.   Inga underarter finns listade i Catalogue of Life.